# 최현덕
최현덕(1966년 4월 8일~)은 대한민국의 정치인이다. 현재 더불어민주당 소속이다.

## 생애
고려대학교 행정학과를 졸업 후 행정고시를 합격하여 공직생활을 시작했다. 중앙부처에서 20여 년 동안 있었으며, 국제기구에서 3년, 경기도에서 5년 여 동안 공무원으로 지냈다. 2017년 남양주 부시장으로 취임하였고, 이 후 더불어민주당에 입당하였다.
행정고시 합격 후 직업공무원이 된 이후 노무현 정책기획위 과장을 거쳐, OECD 경제협력개발기구 프랑스 본부에 파견되어 정책분석관으로 지냈다. 이후 행안부 소속 과장급, 장관비서관으로 있었으며, 2014년부터 2년간 경기도 경제실장으로 지내면서 판교테크노밸리 사업과 제2판교테크노밸리 기획을 담당하였다.
자유한국당 소속 이석우가 남양주시장으로 있던 시절, 최현덕은 부시장에 취임하였다. 당시 3선이었던 이석우는 자신의 후임으로 남양주시장에 나설 것을 권유하였지만, 이를 거절하였고 이에 곧 바로 남양주시는 최현덕을 부시장 임기 1년을 얼마 안 남기고 갑작스럽게 대기발령을 보내어 버렸다. 최현덕은 이석우의 제안을 거절한 이유가 본인의 정치색이 민주당이기 때문에 정계입문을 자유한국당에서 하기 어려웠기 때문이라고 하였다. 이후 25년 공직생활을 마치고 자유한국당이 아닌 더불어민주당에 입당했다.
더불어민주당 입당 후 김한정과 이재명의 지지를 받아 2018년 남양주시장에 도전하였으나, 더불어민주당 경선과정에서 최민희의 지지를 받은 조광한에게 패배하였다. 이후 이 둘의 갈등은 계속되었다. 최현덕은 조광한의 시정을  공개적으로 비판하였고, 조광한도 최현덕의 비판에 맞대응하였다.
2020년 제21대 국회의원선거에서 다시 남양주시 병 지역구에 출마했으나 당이 김용민 변호사를 전략공천함으로 경선이 치러지지 않았고 이에 대한 불만을 공개적으로 토로하기도 하였다.
이후 이재명 경기도지사 아래 경기도지사인수위와 행정안전분과 간사 및 공정경제위원회 위원으로 활동했다.  제20대 대통령선거의 더불어민주당 후보였던 이재명 선대본부에서 활동을 하였다. 2022년 제8회 전국동시지방선거에서는 남양주시장으로 출마선언을 하였다. 하지만 남양주시장 공천에서 1차 컷오프되었다.

## 학력
- 광명초등학교 졸업
- 양영중학교 졸업
- 풍생고등학교 졸업
- 고려대학교 행정학과
- 미국 위스콘신 주립대 공공개발학 석사
- 연세대 일반대학원 행정학과 박사과정 수료

## 경력
- 1992년 제 36회 행정고시 합격
- 2004년 노무현정부 정책기획위원회 과장
- 2006년~2009년 OECD(경제협력개발기구) 프랑스 본부 정책분석관
- 2010년 행정안전부 경제조직과장
- 2011년 행정안전부 조직기획과장
- 2013년 안전행정부 장관비서관
- 2014년~2015년 경기도 경제실장
- 2016년, 국방대학교 안보과정 수료
- 2017년, 남양주시 부시장[13]
- 2018년, 전주대 행정학과 객원교수
- 2019년, 동양대 공공인재학부 초빙교수
- 2021년~2022년, 금곡중학교 학교운영위원장
- 2019년~2021년, 인사혁신처 공무원재해보상심의위 위원
- 2019년~2020년, 더불어민주당 정책위 부의장
- 2019년~현재, 경기도 공정경제위원회 위원
- 2018년~현재, 통일문화연구원 이사
- 2021년~현재, 안중근의사기념사업회 대외협력위원장
- 2021년~현재, 더불어민주당 주거복지특위 부위원장[14]

## 저서
- 일하다 만나다 사랑하다 (2018, 향연) ISBN 9788991094437
- 부시장일땐 미처 몰랐던 남양주 (2020, 위너스)[15]

## 수상
- 2011년, 근정포장
- 2018년, 행정안전부장관 표창장